# کاروانسرای الله‌قلی
کاروانسرای الله‌قلی مربوط به دوره صفوی - دوره قاجار است و در شهرستان قم، بخش سلفچگان، روستای الله‌قلی واقع شده است. این اثر در تاریخ ۲ آبان ۱۳۸۲ با شمارهٔ ثبت ۱۰۵۶۱ به عنوان یکی از آثار ملی ایران به ثبت رسیده است.